# Departament del Presidente Hayes
El departament del Presidente Hayes (en castellà i oficialment, Departamento de Presidente Hayes) és un dels 17 departaments del Paraguai. El seu codi ISO 3166-2 és PY-15.

## Geografia
El departament, situat al nord-oest del país, és limítrof:
- al nord, amb el departament de l'Alt Paraguai ;
- al nord-est, amb el departament de Concepción ;
- a l'est, amb el departament de San Pedro ;
- al sud-est, amb el departament de la Cordillera, amb el departament Central, i amb el Distrito Capital (Asunción) ;
- al sud i a l'oest, amb l'Argentina (província de Formosa).

## Subdivisions
El departament se subdivideix en 5 districtes:
- Benjamín Aceval
- Nanawa
- Pozo Colorado (capital)
- Puerto Pinasco
- Villa Hayes